# 410 Chloris
A 410 Chloris (ideiglenes jelöléssel 1896 CH) a Naprendszer kisbolygóövében található aszteroida. Auguste Charlois fedezte fel 1896. január 7-én.